# 勇者斗恶龙 元气史莱姆 冲击尾巴团
《勇者斗恶龙 元气史莱姆 冲击尾巴团》是由TOSE开发，史克威尔艾尼克斯于2003年在日本发行的Game Boy Advance平台动作冒险游戏，游戏收录在史克威尔艾尼克斯的Ultimate Hits中。游戏以虚构的勇者斗恶龙世界为原型，在游戏中玩家将控制史莱姆。本作没有在日本以外发行，但续作《勇者斗恶龙 元气史莱姆2 大战车和尾巴团》（北美版的名称为“Dragon Quest Heroes: Rocket Slime”）则在日本和北美上市。

## 系统
游戏操控的蓝色史莱姆出自日本电子游戏勇者斗恶龙系列。在勇者斗恶龙系列中有20余种史莱姆，其中本作出现的就是最主要的史莱姆。当玩家营救其他史莱姆后，将会有更大区域的游戏世界开放。在一次攻击过程中，史莱姆会先将身体拉长撞击敌人，然后再收缩为原状。玩家可以让敌人或其他史莱姆骑在他头上。玩家最多可以同时带着三个敌人，并可通过在战斗中投掷他们进行攻击；而为了增加救援数量，其他的伙伴需要通过交通工具运送回家。交通工具包括铁路推车、竹筏和气球。偶尔村中的史莱姆还会交给玩家任务，如要求将敌人或物品带到这些运输点。
捡起特殊敌人掉落的物品后，玩家可以使用比普通拉伸更快的剑攻击。当玩家被敌人击中后，所有的携带品都会被丢弃。如果被敌人击中多次，史莱姆就会死亡。如果玩家用了很长时间还未走出一个迷宫，游戏场景的夜幕就会降临，史莱姆就会像其他史莱姆一样被尾巴团绑架。

## 剧情
游戏的主要剧情是一直蓝色史莱姆试图解救被怪物团伙尾巴团绑架的家人和朋友们。在游戏的开始，主角史莱姆和其他不同类型的史莱姆生活在一个村子中。在用变身杖把自己变成一只鸭嘴兽后，他被父亲惩罚一夜不准恢复原状，而他也因此从进村绑架的尾巴团下逃过一劫。主角的旅程是在世界寻找与解救被绑架于迷宫宝箱中的史莱姆。

## 评价与影响
据日本游戏图表的统计，游戏在2007年12月30日售出了346,299份。其续作《勇者斗恶龙 元气史莱姆2 大战车和尾巴团》分别于2005年和2006年在日本与美国发行。系列第三作《勇者斗恶龙 元气史莱姆3 大海贼和尾巴团》于2011年在任天堂3DS平台发行。